# Kotur, Dharwad
Kotur là một làng thuộc tehsil Dharwad, huyện Dharwad, bang Karnataka, Ấn Độ.